# Ophthalmitis episcia
Ophthalmitis episcia là một loài bướm đêm trong họ Geometridae.